# 池谷 (小惑星)
池谷（いけや、4037 Ikeya）は、小惑星帯にある小惑星である。
1987年3月2日に愛知県豊田市で鈴木憲蔵と浦田武が発見した。
コメットハンターとして知られる静岡県生まれのアマチュア天文家池谷薫にちなみ命名された。